# 파멥신
파멥신(PharmAbcine Inc.)는 대한민국의 바이오 기업이다. 본사는 대전시 유성구 대덕대로 593 대덕테크비즈센터 307호에 위치해 있으며 대표이사는 유진산이다.
타이어뱅크가 50억원 규모 제3자배정 유상증자를 통해 파멥신을 인수했다

## 상장
2018년 11월 21일 공모가 60,000원에 상장하였다.

## 같이 보기
- 타이어뱅크

## 참고문헌
1. ↑  파멥신, 황반변성 치료제 국책과제 선정…2년간 35억 규모, 히트뉴스, 2023.12.05
2. ↑  파멥신, 황반변성 치료제 국내 임상 1상 환자 투여 개시, 헬로디디, 2023.07.25
3. ↑  파멥신 주가 장중 상한가, 신약 후보 국책과제 선정 소식에 이틀 연속 급등, 비즈니스포스트, 2023-12-07
4. ↑  최인환, '상폐' 위기 바이오기업, 생존 위한 '부업' 마련 늘어나, 메디파나, 2024-07-16